# Szúcs, Heves
Szúcs  este un sat în districtul Eger, județul Heves, Ungaria, având o populație de 422 de locuitori (2011). 

## Demografie
Componența etnică a satului Szúcs
     Maghiari (76,54%)
     Romi (23,46%)
Componența confesională a satului Szúcs
     Fără religie (11,37%)
     Reformați (1,9%)
     Necunoscută (86,73%)
     Alte religii (2,61%)
Conform recensământului din 2011, satul Szúcs avea 422 de locuitori. Din punct de vedere etnic, majoritatea locuitorilor (76,54%) erau maghiari, cu o minoritate de romi (23,46%). Nu există o religie majoritară, locuitorii fiind persoane fără religie (11,37%) și reformați (1,9%). Pentru 86,73% din locuitori nu este cunoscută apartenența confesională.